# Teodor Ryder
Teodor Henryk Ryder (ur. 10 czerwca 1881 w Piotrkowie, zm. w 1944 roku w obozie koncentracyjnym Auschwitz-Birkenau) – polski dyrygent i pianista żydowskiego pochodzenia.
Teodor Ryder był synem prawnika, w dzieciństwie pobierał lekcje gry na fortepianie. Kształcił się w konserwatorium w Darmstadt. Po zakończeniu nauki, w latach 1904–1916, dyrygował w kilku europejskich krajach – Niemczech, Szwajcarii, Francji. Pełnił funkcję drugiego kapelmistrza Opery Lyońskiej. W Lyonie poznał niemiecką sopranistkę Idę Voth, która, po przejściu na judaizm, została jego żoną.
W 1916 roku przyjechał do Warszawy, gdzie współpracował z Filharmonią Warszawską. Po dwóch latach przeniósł się do Łodzi, gdzie od 1919 roku dyrygował Łódzką Orkiestrą Symfoniczną. Pracował w Konserwatorium Muzycznym Heleny Kijeńskiej–Dobkiewiczowej (ob. Akademia Muzyczna im. Grażyny i Kiejstuta Bacewiczów) zarówno jako dyrygent i pianista, jak i pedagog. W latach trzydziestych XX wieku dyrygował także Radiową Orkiestrą Symfoniczną.
Teodor Ryder został przesiedlony do getta w marcu 1940 roku. Wraz z nim do getta trafiła jego żona, Ida. Odmówiła ona przejścia na chrześcijaństwo i nie opuściła męża, mimo że jako Niemka mogła uniknąć pobytu w getcie (zmarła na terenie getta w 1943 roku).
Po trafieniu do getta Teodor Ryder nie zaprzestał działalności muzycznej. Współtworzył dom kultury przy ulicy Krawieckiej 3 oficjalnie otwarty 1 marca 1941 roku, dawał koncerty fortepianowe, akompaniował (często występował wspólnie z Bronisławą Rotsztatówną), dyrygował orkiestrą symfoniczną – są znane informacje o co najmniej czterech jej występach. Ostatni oficjalny koncert Teodora Rydera miał najprawdopodobniej miejsce w czerwcu 1943 roku – potem dom kultury zlikwidowano. Od tej pory koncerty mogły się odbywać w prywatnych mieszkaniach, bądź, półoficjalne, w siedzibie gettowego resortu papierniczego. W roku 1944 okupanci skonfiskowali należące do mieszkańców getta instrumenty muzyczne. Teodor Ryder został deportowany do Auschwitz-Birkenau jesienią 1944 roku, gdzie zginął.